# 北条町駅
北条町駅（ほうじょうまちえき）は、兵庫県加西市北条町北条駅前町にある北条鉄道北条線の駅。同線の終点であり、加西市の代表駅である。

## 歴史
1922年（大正11年）の鉄道敷設法別紙では、「谷川駅より西脇駅、北条町駅を経て姫路駅に至る鉄道」が建設予定線になっていたが、実現しなかった。
- 1915年（大正4年）3月3日[1]：播州鉄道粟生駅 - 当駅間の開通と同時に開業[2]。旅客・貨物の取扱を開始[4]。
- 1923年（大正12年）12月21日：路線譲渡に伴い、播丹鉄道の駅となる[2]。
- 1943年（昭和18年）6月1日：播丹鉄道の国有化により、鉄道省（→国鉄）の駅となる[2]。
- 1974年（昭和49年）10月1日：貨物の取扱を廃止[2]。
- 1984年（昭和59年）2月1日：荷物扱い廃止[4]。
- 1985年（昭和60年）4月1日：北条鉄道の駅となる[2]。
- 2001年（平成13年）11月20日[1]：0.1km南へ移転、新駅舎使用開始[2]。

## 駅構造
片面ホーム1面1線を有する地上駅。東側に安全側線（留置線として利用）、西側に検修庫へ繋がる分岐線が敷設され、夜間滞泊も設定されている。駅入口に待合室がある。
北条鉄道の本社が併設されている有人駅であるが、定期券・回数券以外の一般旅客は基本的に車内精算のため、駅構内に自動券売機はあるが自動改札の設備はなく、また駅員による改札業務もない。ATS設置済。男女別の水洗式便所が置かれている。以前は機回し線が敷設されていた。
駅舎は2階建てで、その1階には観光案内所が併設されており、玄関脇のエレベータータワーおよび外階段でアスティアかさいとペデストリアンデッキで接続されている。なおアスティアかさいは2001年まで北条町駅のあった場所である。

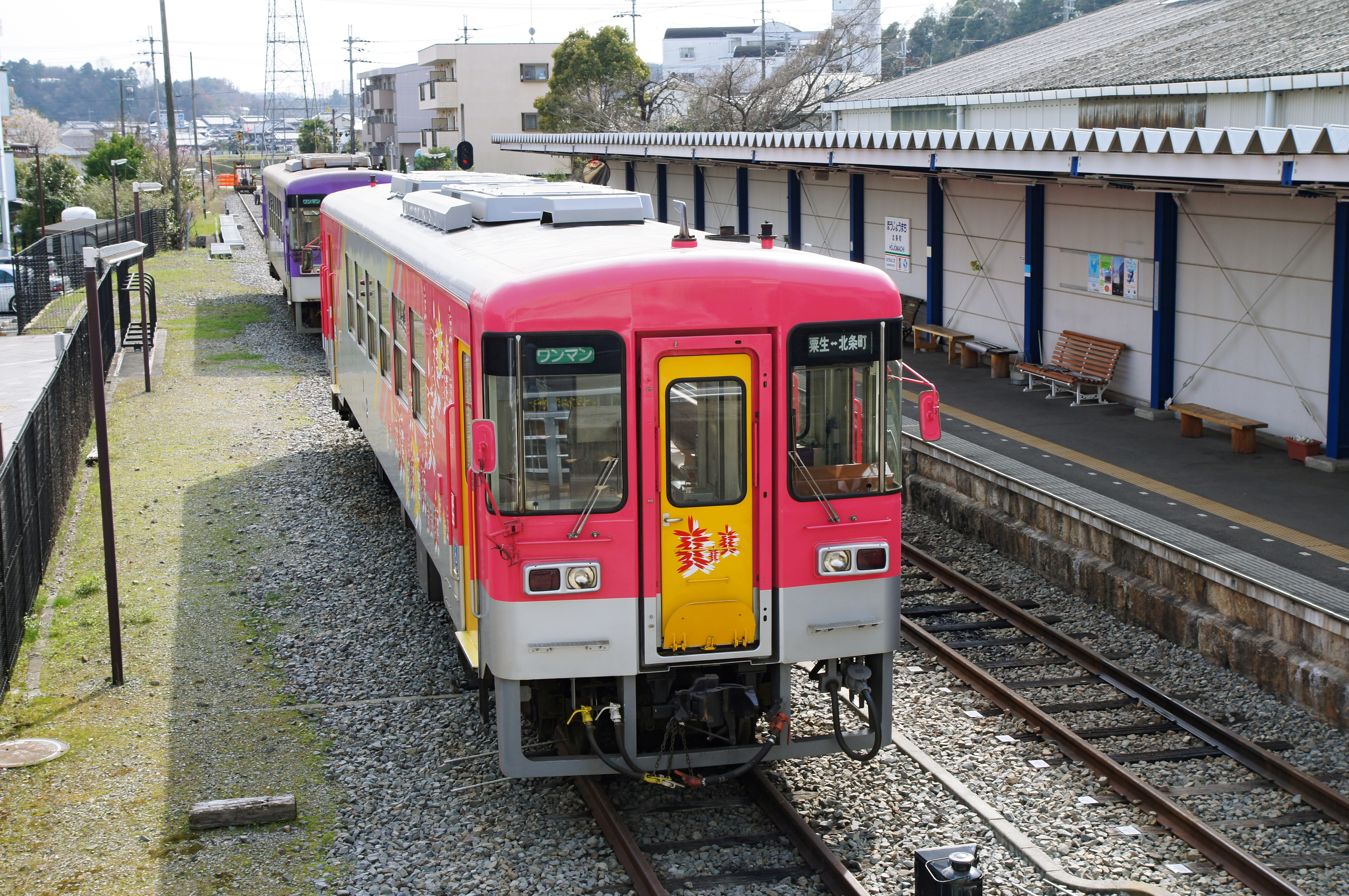
留置線（2013年3月）
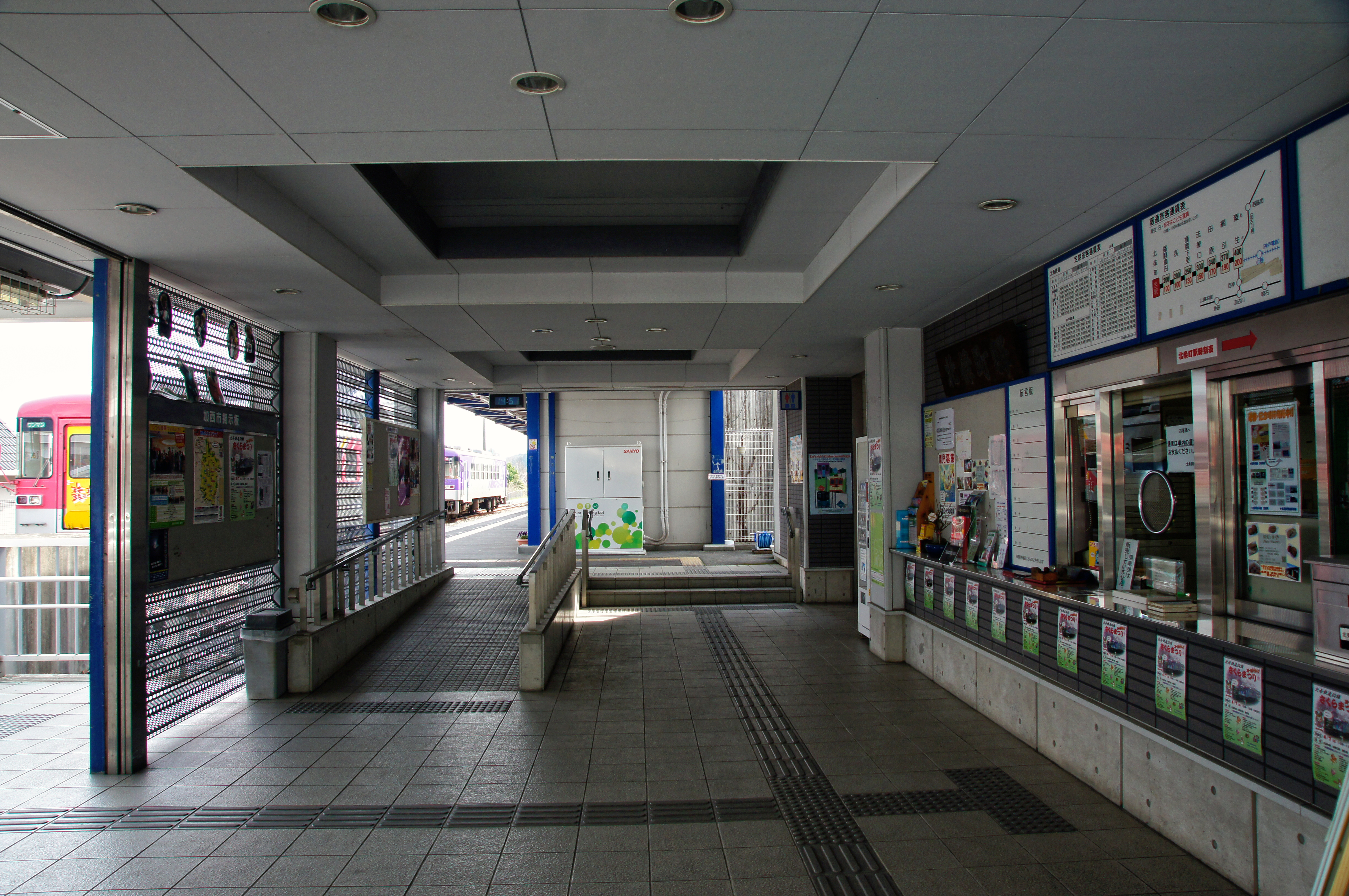
改札口、切符売場（2013年3月）
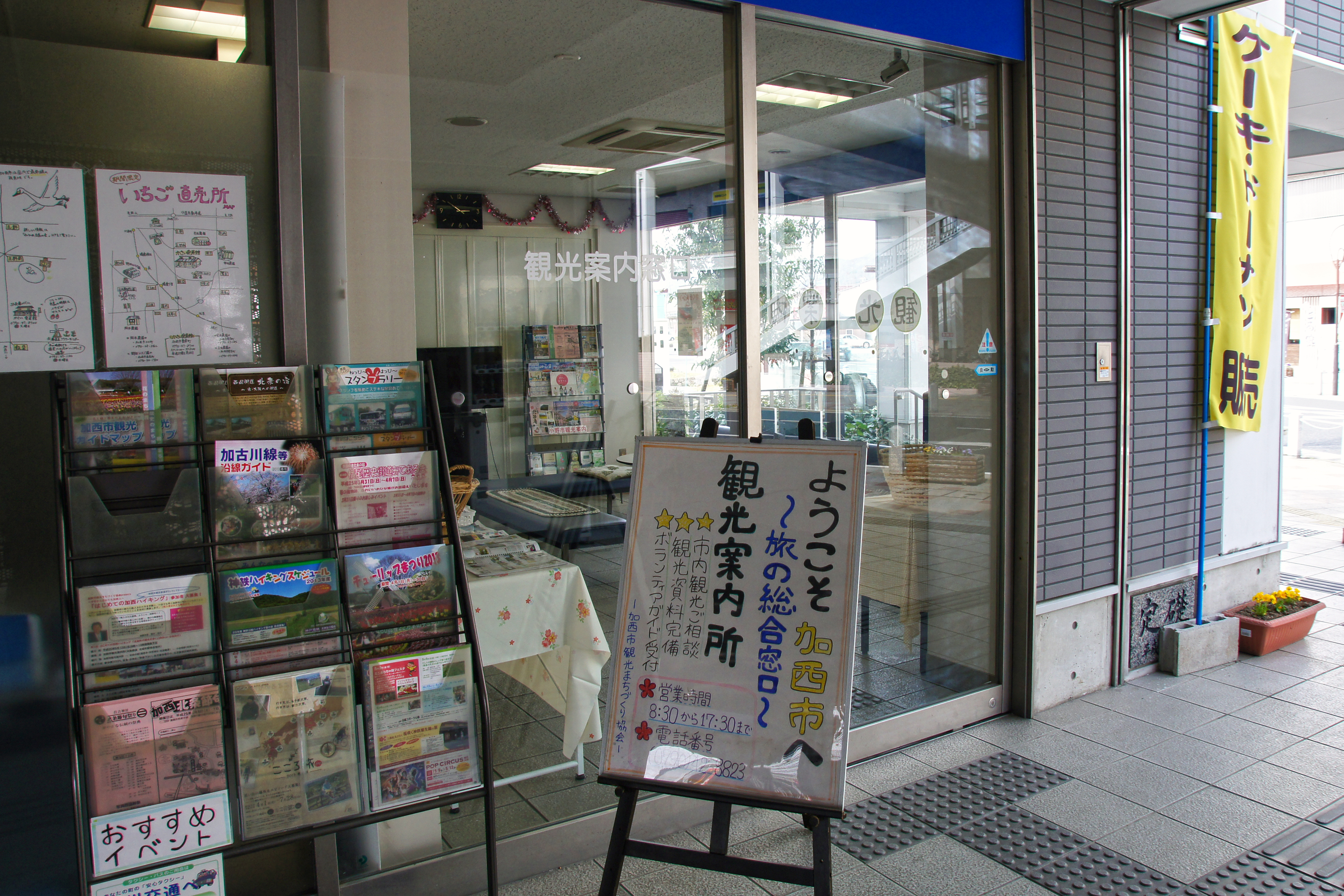
観光案内所（2013年3月）
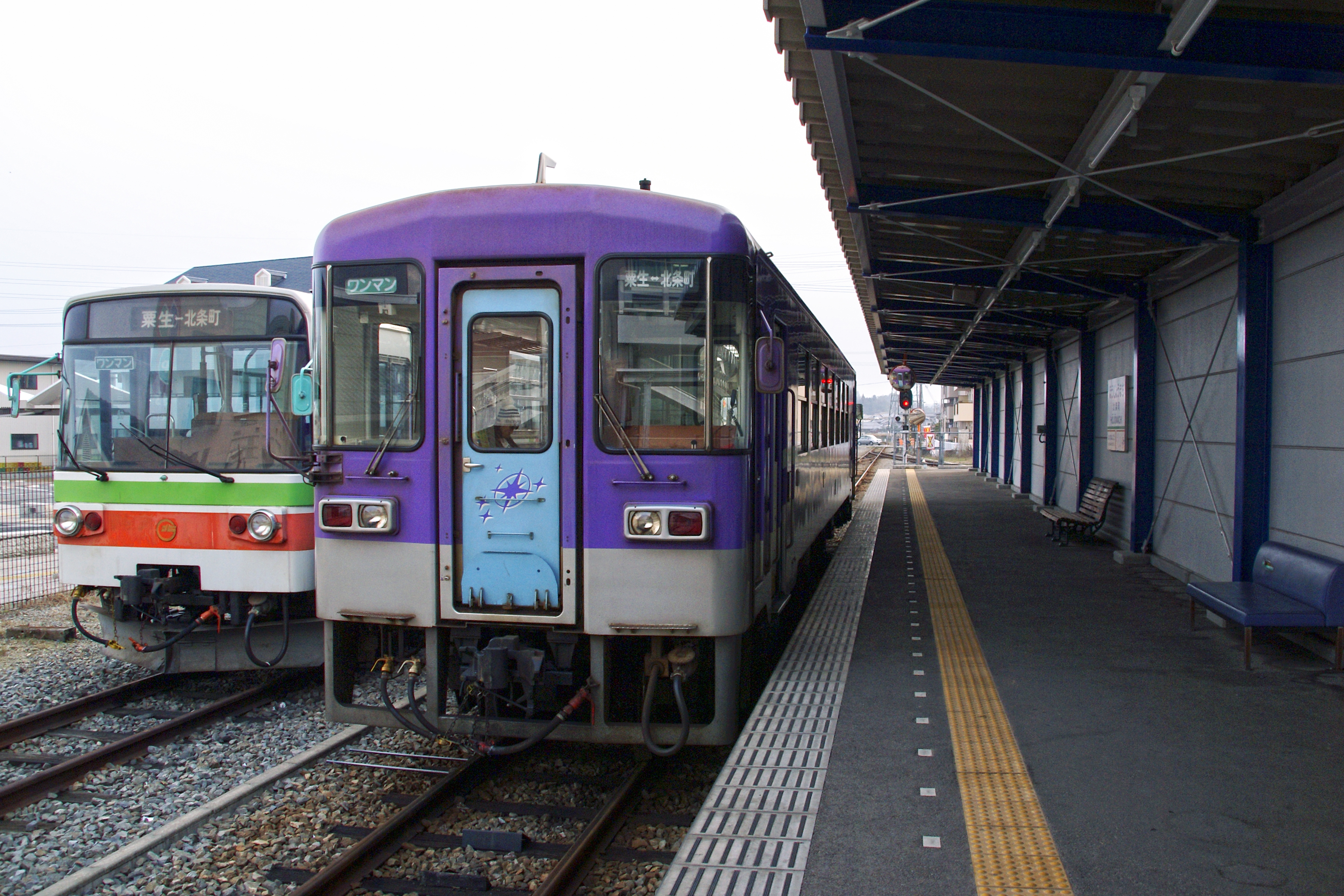
ホーム（2007年1月）

### 移転前の駅構造

#### 蒸気機関車C12時代
蒸気機関車C12が活躍していた当時は混合列車が運行されていた。客車はオハ61 120が使用されていた。駅構内の線路配置は旅客・貨物を合わせて5線あった。旅客ホームは島式で1面2線で、旅客上屋はなかった。駅本屋側には貨物ホームがあり、1面1線で、貨物上屋があった。駅本屋の向こう側にも貨物ホームがあり、ここには農業倉庫が建ち並んでいて、農業倉庫と線路の間のホームの幅は、オート三輪が通れる幅があった。

## 利用状況
| 1日乗降人員推移 | 1日乗降人員推移 |
| 年度            | 1日平均人数     |
| --------------- | --------------- |
| 2011年          | 560             |
| 2012年          | 600             |
| 2013年          | 570             |
| 2014年          | 535             |
| 2015年          | 621             |
| 2016年          | 699             |
| 2017年          | 528             |
| 2018年          | 524             |
| 2019年          | 537             |
| 2020年          | 136             |
| 2021年          | 466             |
| 2022年          | 425             |

## 駅周辺
兵庫県道23号三木宍粟線に接する駅。この道路の向かい側にはアスティアかさいという複合商業施設がある。北条町（現在の加西市）は三洋電機の発祥地であり、三洋電機北条工場（旧・松下電工北条工場）の跡地に建設されたイオンモール加西北条の駐車場には「三洋電機発祥の地」という記念碑がある。中国自動車道は駅北側を通るが、その道路との間には住宅が多く建ち並び、神社や商店もある。
駅東側には丸山総合公園や市立加西病院があり、この付近には市役所や市民会館もある。そこから更に東へ進むと玉丘古墳群や加西球場（アラジンスタジアム）に至る。駅西側には前述したイオンモール加西北条などの商業施設があり、その西側にはミシン工場、裏側には段ボール工場がある。駅南側を流れる下里川に沿って西へ進むとアクアスかさい（グリーンスポーツ広場）というグラウンドに至るが、駅からはやや離れている。
- 加西市役所
- 加西市民会館[9]
- 市立加西病院
- 加西市立北条中学校
- 加西市立北条小学校
- 加西市立北条東小学校
- 加西市立北条ならの実こども園
- 加西市立北条東こども園
- アスティアかさい[10]
  - 加西市立図書館
  - 加西市地域交流センター（ねひめホール）
  - 加西商工会議所
- イオンモール加西北条
- 三洋電機加西事業所（旧・鎮岩（とこなべ）事業所）
- 兵庫王子段ボール
- ジャノメダイカスト関西工場（ジャノメのグループ会社）
- 神戸新聞社加西支局
- 水田家住宅（国登録有形文化財）[11]
- すぱーく加西（屋内ゲートボール場）[12]
- 丸山総合公園
- 五百羅漢（羅漢寺）
- 酒見寺
- 播磨国三宮 住吉神社
- 大歳神社
- 生駒山神社（北条生駒山神社）
- 加西郵便局
- 加西北条郵便局
- 三井住友銀行北条支店・加古川法人営業部（北条法人営業所） - 加西市指定金融機関
- 中国自動車道
- 兵庫県道23号三木宍粟線
- 兵庫県道24号多可北条線
- 兵庫県道369号大和北条停車場線
- 下里川

## バス路線

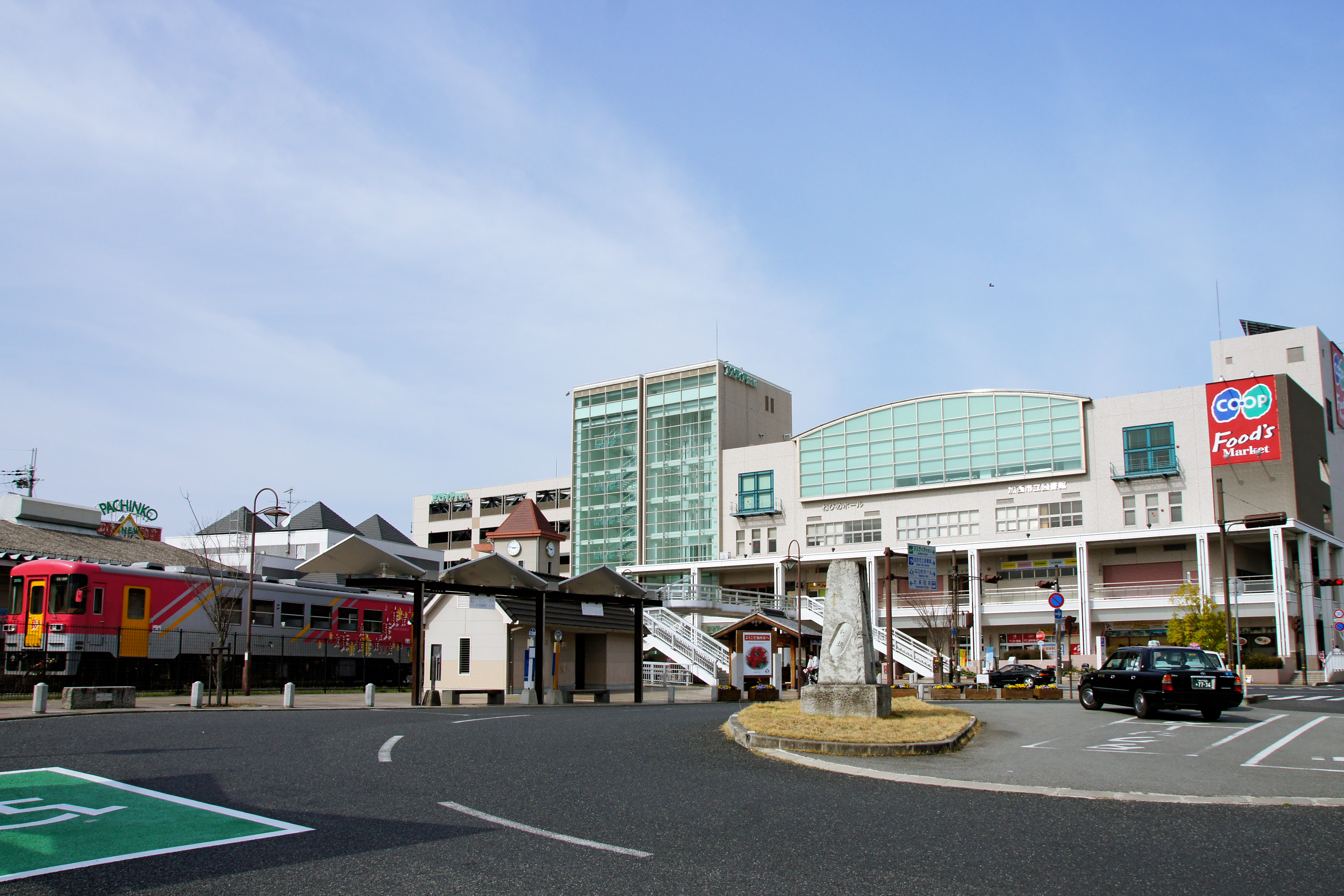
「アスティアかさい（北条町駅）」停留所（駅前広場）
- 高速バス（西日本ジェイアールバス・神姫バス）
  - 中国ハイウェイバス：新大阪駅・大阪駅方面

神姫バス
「アスティアかさい（北条町駅）」停留所
- 61・62・81系統
  - 姫路駅（北口）行 / 北条営業所・フラワーセンター南門前行
- 無番
  - 加西特別支援学校行
  - soraかさい・フラワーセンター南門前行
  - イオン加西北条・高速北条行
  - 東国正行
  - 健康福祉会館・中富・八千代小学校前行
  - 嬉野台生涯教育センター行
  - 宝殿駅北口行 / 北条営業所行

なお、当駅から徒歩約10分のところに高速北条バスストップが存在する。

## 「子ざる駅長」
2010年10月16日、当時兵庫県豊岡市のホテル経営者に飼われていた同年生まれのニホンザルの子ザル2匹、「ねひめ」（メス）と「らかん」（オス）が当駅の駅長としてデビューした。旧国鉄北条線から移管された1985年以来赤字続きである一方、2007年に和歌山電鐵にデビューしたネコの駅長「たま駅長」が2010年にその和歌山電鐵の”執行役員”に就任するなど人気が高まっていたことが背景にあった。
この子ザル2匹の駅長就任は当時の北条鉄道社長たる加西市長の直談判から実現したものであり、2匹各々には地元特産の播州織でつくられた制服が用意されたほか、前記2匹各々の名前についても北条鉄道側で実施された一般公募によりそれぞれ命名されている。
出勤は月1 - 2回程度で、当初は子ザル2匹の飼い主である前記ホテル経営者も同伴する形で出勤していた。2011年3月11日に東北地方を中心に東日本大震災に見舞われた折には、その翌月（2011年4月）に飼い主と共に、2匹各々首から小さな募金箱を提げて、利用客に被災者支援の募金を呼びかけた。
しかし、2011年8月に入ってから、出勤の際同伴していた前記飼い主が”体調不良を訴え”たところから「子ざる駅長」たちは”休暇”入りした。そして、子ザルを北条鉄道側に無償貸与することで飼い主と北条鉄道の社長である加西市長との間で合意に達し、兵庫県から飼育許可が下りるのを見計らう形で同年10月15日に復帰する運びとなった。
その後、2014年後半から2015年にかけての時期には「マキ」という名の「子ざる駅長」が出勤していたが、2016年4月7日付けで「当面の間お休み」すると告知したのを最後に現在に至るまで、「子ざる駅長」たちの消息は何一つ伝えられてきていない。
ところで、未だ前記ホテル経営者の同伴の下で「子ざる駅長」たちが出勤していた2011年4月から5月にかけての時期、同年4月に生まれたばかりのメスの赤ちゃんザルの初披露のため、同年5月15日、当駅に赴こうとしていた。しかし、その2日前の5月13日になって飼い主が経営するホテルのもとに「選挙期間中となるので北条町駅に出勤しないように」等の要求が記された匿名のハガキが届いた。折しも前記「5月15日」は加西市長ならびに同市議会議員の選挙の告示日にあたっており、選挙戦への影響を懸念してのことと思われたが、これに対し「子ざる駅長」たちの飼い主たるホテル経営者は「匿名は卑怯であり、要求には応じられない」と憤っていた。

## 隣の駅
北条鉄道
北条線
播磨横田駅 - 北条町駅